# Cuenotaster involutus
Cuenotaster involutus är en sjöstjärneart som först beskrevs av Jean Baptiste François René Koehler 1912.  Cuenotaster involutus ingår i släktet Cuenotaster och familjen solsjöstjärnor. Inga underarter finns listade i Catalogue of Life.